# Mohsen Mirdamadi

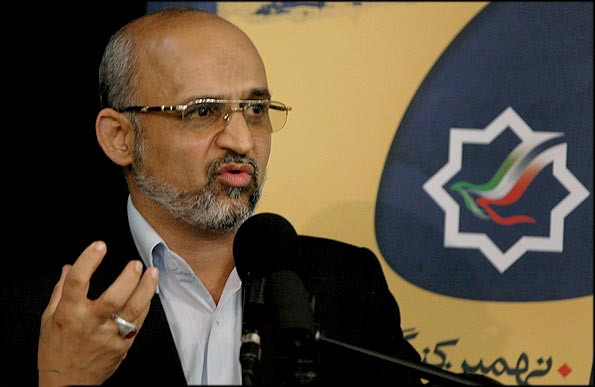
Mohsen Mirdamadi

Mohsen Mirdamadi (* 1955) ist ein iranischer Politiker und Journalist, Generalsekretär der Partizipationsfront des islamischen Irans, ehemaliges Mitglied des iranischen Parlaments, ehemaliger Gouverneur der Provinz Chorasan und war als Student beteiligt an der Organisation der Geiselnahme von Teheran.

## Leben
Mohsen Mirdamadi studierte Maschinenbau in Teheran.

### Geiselnahme von Teheran
Nach der Islamischen Revolution 1979 war er einer der Anführer der Studenten, die die amerikanische Botschaft in Teheran stürmten und die anwesenden Amerikaner anschließend 444 Tage dort festhielten. In einem Interview sagte er:

“There were about 400 of us who took part in the operation. I was part of the leadership council. When the US allowed the Shah to enter America for medical reasons, we were convinced they were plotting against us. So, we wanted to send a message. We intended to detain the diplomats for a few days, maybe one week, but no more. After we took over the embassy, Iranians from all over the city streamed into the area and chanted anti-American slogans. The events took on a life of their own. When the Imam [Khomeini] blessed the takeover, there was no turning back.”

„Wir waren etwa 400, die an der Operation teilnahmen. Ich war Teil des Führungsrates. Als die USA dem Schah erlaubten, Amerika aus medizinischen Gründen zu betreten, waren wir überzeugt, dass sie etwas gegen uns planten. Also wollten wir ihnen eine Botschaft senden. Wir beabsichtigten die Verhaftung der Diplomaten für ein paar Tage, vielleicht für eine Woche aber nicht mehr. Nachdem wir die Botschaft übernommen hatten, strömten Iraner aus der ganzen Stadt in das Gebiet und riefen anti-amerikanische Parolen. Die Ereignisse bekamen ein Eigenleben. Als der Imam [Chomeini] die Übernahme absegnete, gab es kein zurück mehr.“

### Reformbewegung
Im Jahr 2000 kandidierte Mirdamadi als Reformer für einen Sitz im Parlament. Er trat für Freiheit und eine Wiederherstellung der Rechtsstaatlichkeit ein. Bei den Wahlen erreichte er problemlos einen Sitz im Parlament. Er war Vorsitzender im Ausschuss für innere Sicherheit und auswärtige Angelegenheiten. Während seiner Amtszeit war er Chefredakteur bei Norouz, der größten reformerischen Zeitung des Landes und schlug die Aufnahme von Gesprächen zwischen iranischen und US-amerikanischen Parlamentariern vor. 2002 wurde die Zeitung verboten und Mirdamadi zu einer sechsmonatigen Gefängnisstrafe und einem vierjährigen Journalismusverbot verurteilt. Verleumdung, Beleidigung und Umsturzversuche waren die offiziellen Gründe für seine Strafe und das Verbot der Zeitung. Zu seinen politischen Ansichten äußerte er sich gegenüber einem amerikanischen Journalisten:

“We always wanted a country that had independence, freedoms, and was an Islamic republic ... But today our emphasis is on freedoms ... The future now depends on what the people want, not what a few politicians or religious leaders prefer. Leaders in all ruling classes should be checked by the people .... there are - and should be - many different interpretations of Islam. And the people have the right to listen to those different interpretations ... No one has the right to impose his ideas on everyone else.”

„Wir wollten immer ein Land, das Unabhängigkeit und Freiheiten hat und eine Islamische Republik ist ... Aber heute liegt unser Schwerpunkt auf Freiheiten ... Die Zukunft hängt jetzt davon ab, was die Leute wollen, nicht was ein paar Politiker oder religiöse Führer bevorzugen. Führer in allen regierenden Klassen sollten durch das Volk geprüft werden ... Es gibt – und sollte geben – viele verschiedene Interpretationen des Islam. Und die Leute haben das Recht, den verschiedenen Interpretationen zuzuhören ... Niemand hat das Recht, jedem anderen seine Ideen aufzuzwingen.“

Im Dezember 2003 wurde er während einer Rede an der Universität in Yazd von Anhängern der Hisbollah zusammengeschlagen und musste ins Krankenhaus gebracht werden. Bei den Parlamentswahlen 2004 wurde Mirdamadi zusammen mit über 3.500 anderen Kandidaten, darunter 83 Mandatsinhaber vom Wächterrat von den Wahlen ausgeschlossen. 2006 wurde er zum Generalsekretär der Partizipationsfront des Islamischen Iran, der größten reformerischen Partei im Iran gewählt.
Am 14. Juni 2009, nach den Iranischen Präsidentschaftswahlen 2009, wurde Mirdamadi ohne Angaben von Gründen verhaftet.